# Gibosia
Gibosia és un gènere d'insectes plecòpters pertanyent a la família dels pèrlids.

## Hàbitat
En els seus estadis immadurs són aquàtics i viuen a l'aigua dolça, mentre que com a adults són terrestres i voladors.

## Distribució geogràfica
Es troba a Àsia.

## Taxonomia
- Gibosia angusta (Klapalek, 1907)
- Gibosia bispinata (Wu, C.F., 1962)
- Gibosia needhami (Klapálek, 1916)
- Gibosia perspicillata (Klapálek, 1916)[5][6]